# 软钾镁矾
软钾镁矾（Picromerite），又称柱铀矿（schoenite、schönite)，是一种来自水合硫酸盐类别的矿物，缺少额外的阴离子，但根据尼克尔-斯特伦茨分类，它含有中到大的阳离子。

## 词源
该名称来源于希腊语 πικρό[pikros]代表“苦涩”和 μέρος[meros]代表“部分”，与矿物的苦味有关。

## 出现
只在相对较少的地方发现了软钾镁矾，截止2015年，仅掌握大约40个地方。1855年，阿坎杰洛·斯卡基（Arcangelo Scacchi）首次在维苏威火山活跃火山喷气孔中发现了它，并在埃特纳火山和夏威夷岛火山沉积物中也发现了它。
它更常见于一些海洋盐类矿床的钾盐镁矾带，其中包括德国图林根、下萨克森和萨克森－安哈尔特；奥地利哈尔施塔特、巴特伊施尔和蒂罗尔州哈尔附近；英国惠特比；美国新墨西哥州哥卡尔斯巴德钾盐区附近的盐矿，以及同样位于中国西部的盐湖中。
软钾镁矾也可在富含硫酸盐的热液矿床中形成，并在一些矿石和煤矿的矿渣堆中发现。
软钾镁矾通常共生于硬石膏、泻利盐、石盐、碱性水铁矾、钾盐镁矾、准纤纳铁矾和变钾铁矾，具体取决于所在地点。 

## 属性
软钾镁矾在干燥空气中脱水，然后晶体显示出暗淡的球形脱水区，渐进性脱水会导致蚀变为钾镁矾。